# De Queen
De Queen – miasto w Stanach Zjednoczonych, w stanie Arkansas, siedziba administracyjna hrabstwa Sevier.

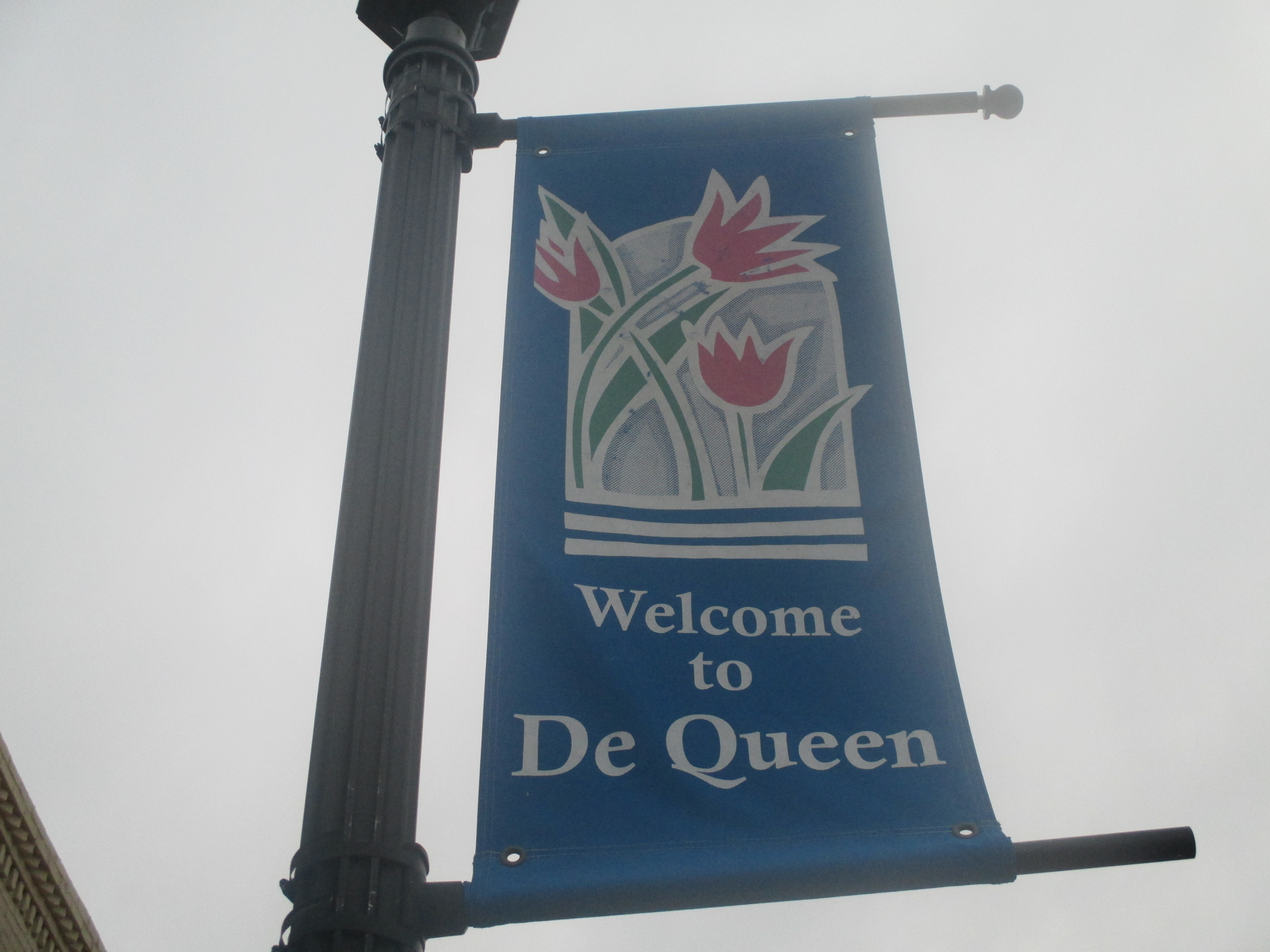
Tablica witająca odwiedzających De Queen